# Haskard Highlands
Haskard Highlands är en platå i Antarktis. Den ligger i Östantarktis. Argentina och Storbritannien gör anspråk på området.